# Tomitaro Horii
Tomitarō Horii (堀井 富太郎 Horii Tomitarō?,  7 de noviembre de 1890 –  23 de noviembre de 1942) fue un teniente general del Ejército Imperial Japonés durante la Segunda Guerra Mundial. Luego de graduarse de la academia imperial en 1911, Horii sirvió en China luego de hacerse cargo de varios regimientos. Luego de la entrada de Japón en la Segunda Guerra Mundial, estuvo al mando de una división durante la captura de Guam y después fue puesto al mando de una fuerza especial que tenía como objetivo la captura de Puerto Moresby. Horii murió ahogado tratando de bajar el río Kumusi en canoa y reunirse con sus fuerzas que se encontraban luchando en la Buna-Gona en noviembre de 1942. Su canoa fue arrastrada hasta el mar y se volcó.

## Biografía
Nacido en la Prefectura de Hyōgo, Horii se convirtió en oficial de infantería luego de su graduación de la 23ª clase de la Academia del Ejército Imperial Japonés en 1911. Luego sería asignado al cuartel del Ejército Expedicionario Shanghái, y a principios de 1932, durante el preludio de la segunda guerra sino-japonesa, formó parte del Incidente del 28 de enero.
Entre 1935 y 1937, Horii estuvo agregado al 12.º Regimiento de Infantería del EIJ, luego de ir a la Universidad de Waseda. Se convirtió en el comandante del 78.º Regimiento del EIJ en 1938, luego de haber sido ascendido a coronel el año anterior. En marzo de 1940, Horii fue ascendido a general de brigada. Al año siguiente, Horii fue asignado como comandante de la Nankai Destacamento (Nankai-shitai（南海支隊）) de la 55.ª División del EIJ, parte de la Fuerza de los Mares del Sur. Horii lideró a esta unidad en la invasión japonesa y subsecuente captura de Guam entre el 8 y el 10 de diciembre de 1941; luego de este enfrentamiento, Horii sirvió como el gobernador militar interino de Guam.
Durante la Campaña de Nueva Guinea, Horii y sus Fuerzas de los Mares del Sur fueron ordenados a invadir Puerto Moresby, pero se vieron obligados a retroceder luego de que la fuerza naval que los escoltaba fue atacada por fuerzas aliadas en la Batalla del Mar de Coral.. Los japoneses tenían planeado un ataque por tierra para capturar el pueblo avanzando desde la costa norte. En julio de 1942, desembarcaron en las cabezas de playa establecidas en Buna, Gona y Sanananda. Este desembarco marcó el inicio de la Campaña del Sendero de Kokoda. Las Fuerzas de los Mares del Sur bajo el mando de Horii avanzaron hacia Port Moresby utilizando el Sendero de Kokoda para cruzar la Cordillera Owen Stanley.
Para el 16 de septiembre, luego de una ardua lucha contra una pequeña fuerza del ejército australiano, las tropas de Horii habían avanzado hasta Ioribaiwa, y se encontraba lo suficientemente cerca del objetivo como para ver las luces de Puerto Moresby desde su ubicación. Debido a los reveses sufridos en Guadalcanal, el alto mando japonés determinó que no podía dar apoyo a ambas batallas, y el 23 de septiembre ordenó a Horii a replegar sus tropas a lo largo del Sendero de Kokoda hasta la que la situación en Guadalcanal se resuelva. Se habían preparado limitados suministros para las fuerzas de Horii y, para ese entonces, la situación se había vuelto crítica. El 26 September, los japoneses comenzaron a replegarse de la línea de batalla. Lucharon ordenadamente retrociendo a lo largo del sendero, con las tropas australianas siguiéndolos de cerca.
Las tropas de Horii habían quedado gravemente reducidas debido a la falta de suministros, pero en Oivi, cerca del extremo norte del Sendero de Kokoda, las fuerzas de Horii recibieron nuevos suministros y refuerzos. Los japoneses sufrieron penurias en la batalla cerca de Oivi-Gorari entre el 4 y el 11 de noviembre, y el ordenado repliegue de sus fuerzas rápidamente se convirtió en una fuga desordenada. Los australianos cruzaron el río Kumusi en Wairopi el 16 November y en ese momento se ubicaron a tan solo 65 km (40 mi) de Buna–Gona.